# アリナ・ショルツ
アリナ・ショルツ（Alina Scholtz、1908年9月24日 - 1996年2月25日）はポーランドのランドスケープ・アーキテクトで、同国で当該分野を開拓したパイオニアの一人として知られている。自身のキャリアーを通して、ショルツは墓地、公園および緑地などの公共および民間プロジェクトに携わった。ショルツの特記すべき作品には、1937年のパリ万博で銀メダルを受賞した、ワルシャワのキエレツカ通りの別荘の敷地、パルミリ虐殺の犠牲者のための記念墓地、ワルシャワの東西交通路の造園プロジェクトなどがある。さらに、国際ランドスケープ・アーキテクト連盟の創設メンバーの一人としてデザイン活動を行った。

## 生い立ち
アリナ・ゾフィア・ショルツは1908年9月24日にポーランド立憲王国のルブリンに生まれた。1918年、ショルツはルブリンの女子ギムナジウムに入学し、1926年に卒業して地元の種苗店で働き始めた。大学に入学し、美術史の勉強を始めたがすぐに計画を変更し、ワルシャワ生命科学大学（ポーランド語: Szkoła Główna Gospodarstwa Wiejskiego、SGGW）の園芸学部に入学した。1928年の実習中に、ショルツは5人の同輩と共にスキェルニェヴィツェ実習場でフランチシェク・クジュヴダ＝ポルコフスキが行う最初の授業に参加した。1930年、イギリス式景観計画とデザインを学ぶためにイギリスに渡った。ハートフォードシャーのブロケット・ホール、デヴォンのケイター・コート、スコティッシュ・ボーダーズのピーブレスシャー近くのダウィック植物園、サリーのサットン・プレイスなどのさまざまな名園を訪れた。ショルツは、1932年にワルシャワ王宮に公園を作るという卒業論文と設計プロジェクトを完了し、ガーデニング・エンジニアの資格を取得した。

## キャリアー
1933年、ショルツはワルシャワでSGGWの建築・公園研究部門の助手となった。1933年から1939年にかけて、ショルツは一戸建て住宅のプロジェクト、ブリュール宮殿、スウジェビエツ競馬場の緑地プロジェクト、ニェビェスキェ・ジュロンバ自然保護区の公園などを設計した。この期間中に共同プロジェクトにも参加しており、ロムアルド・グッドとはクラクフのピウスツキ塚の緑化、クジュヴダ＝ポルコフスキとのジェラゾヴァ・ヴォラの公園の開発、ふたたびグッドとのヨゼフ・ピウスツキの生誕地ズウフ邸宅の修復プロジェクトに参加した。1937年、ショルツとグットはワルシャワのキエレツカ通りの別荘の造園に対して、パリ万博で銀賞を受賞した。1938年、ショルツはポーランド都市計画化協会の会員となった。
第二次世界大戦中、ショルツはジェラゾヴァ・ヴォラの園芸家および緑地保全者としてはたき、戦後は非常勤教授としてSGGWの職場に戻った。1945年、ショルツとグットはヤン・マズルキエウィッツ大佐の依頼でワルシャワ反乱軍墓地を設計した。彼らの設計では、一端に礼拝堂兼霊廟があり、墓が装飾的に配置された並木に縁取られた幅の広い中央通路が配された。二人はパルミリ墓地の記念碑もデザインした。ショルツは1946年にポーランド建築家協会（ポーランド語: Stowarzyszenia Architektów Polskich (SARP)）の会員となり、2年後には国際ランドスケープ・アーキテクト連盟（IFLA）の創設メンバーの一人となった。1949年にクジュヴダ＝ポルコフスキが亡くなると、ショルツは後にワルシャワ都市計画局となる首都復興局（ポーランド語: Biuro Odbudowy Stolicy (BOS)）の造園工房で働き始めた。このグループは、ワルシャワの緑地を整備し、自然景観を重視した新しいレクリエーションエリアの計画・設計を行い、屋内に庭園スペースを設けて住居の生活環境を改善することに従事していた。この事務所でショルツが最初に手掛けたプロジェクトの一つが、ワルシャワ東西交通路沿いの景観整備だった。1948年から1949年にかけて、ガットとともにサスキ公園の再建に取り組んだ。
1958年から、ショルツはワルシャワ住宅協同組合と「インヴェストプロジェクト」協同組合との協同プロジェクトで、ハリナ・スキブニェフスカが設計した住宅プロジェクトのための造園計画に携わった。1959年、ショルツはワルシャワ都市計画局と共同で小ポーランドのヴィスワ渓谷に3つの公園を含む「人民公園」と呼ばれるプロジェクトの設計を行った。この3つの公園はマリモントの北公園、ワルシャワのプラガ＝ポウドニエ地区のスカリシェフスキ公園（旧称パデレフスキ公園）とワルシャワ動物園の間の公園およびウジャズドフスキ城とポーランド共和国下院が置かれていた複合ビルの間にある中央公園だった。このプロジェクトはごく一部しか完了せず、当初は「ポヴィシレ文化リクレーション中央公園と呼ばれていたが、現在はワルシャワのエドヴァルダ・リッツァ＝シュミゴワ元帥公園として知られている。ショルツはジグニエフ・カルピンスキおよびイェジ・コヴァルスキと共同で北京のポーランド大使館の庭園を設計し、ワルシャワの中国大使館の庭園をグット、タデウシュ・ジェリンスキ、ジグニエフ・カルピンスキを、そしてグット、ジェリンスキおよびウィェスワフ・ノヴァクとともに朝鮮民主主義人民共和国平壌のポーランド大使館の庭園を設計した。
長年にわたり、ショルツは国際造園家連盟のポーランド建築家協会（SARP）代表を務めていた。1964年からはSARPの造園家セクションのコーディネーターを務めた。翌年にはSARPから検証・芸術委員会の委員に選出された。1979年7月、引退の前年にSARPから「クリエーター」の称号を授与された。

## 死と遺産
ショルツはワルシャワで1996年2月25日に死去した。ショルツはポーランドの造園家の創始者の一人として知られている。